# Jeanne-Marie de la Croix
Jeanne-Marie de la Croix (Rovereto, 8 septembre 1603 - Rovereto, 26 mars 1673) est une religieuse clarisse italienne stigmatisée reconnue vénérable par l'Église catholique. 

## Biographie
Bernardine Floriani naît le 8 septembre 1603 à Rovereto dans une famille de la petite bourgeoisie. À 13 ans, elle rencontre le bienheureux Thomas d'Olera, un frère capucin qui lui dit que Jésus la veut pour épouse; elle partage alors son temps entre la prière et les œuvres de charité ouvrant une école pour l'éducation des filles pauvres. Le 19 décembre 1623, elle fait vœu de chasteté dans l'église des capucins en présence du Frère Thomas, qui l'encourage à fonder un monastère de Clarisses à Rovereto. La construction du couvent débute le 27 mars 1647.
Le 8 mai 1650, Bernardine reçoit l'habit religieux dans le couvent avec plusieurs compagnes. Elle fait sa profession religieuse le 8 mai 1651 et prend le nom de Jeanne-Marie de la Croix ;  elle est élue abbesse le 29 octobre 1655 et commence à écrire son autobiographie sur ordre de son confesseuroù elle y relate les différentes expériences mystiques dont elle dit être l'objet : lévitations, extases où elle voit le Christ, la Vierge ou des saints, réception des stigmates,  transverbération et mariage mystique. 
En 1643, les écrits sont saisis car soupçonnés d'hérésies ; ils sont examinés par des théologiens qui invitent ensuite Jeanne-Marie à continuer à écrire. Elle entretient une correspondance avec de nombreuses personnes y compris les empereurs Ferdinand II, Ferdinand III et Léopold Ier et l'archiduchesse du Tyrol Claude de Médicis. 
Elle décède le 26 mars 1673. Sa mort est annoncée au son des cloches des principales églises et de la tour civique de la ville, comme il n'était d'usage que lors de la mort du pape, du prince-évêque, de l'empereur et du comte du Tyrol.

## Culte

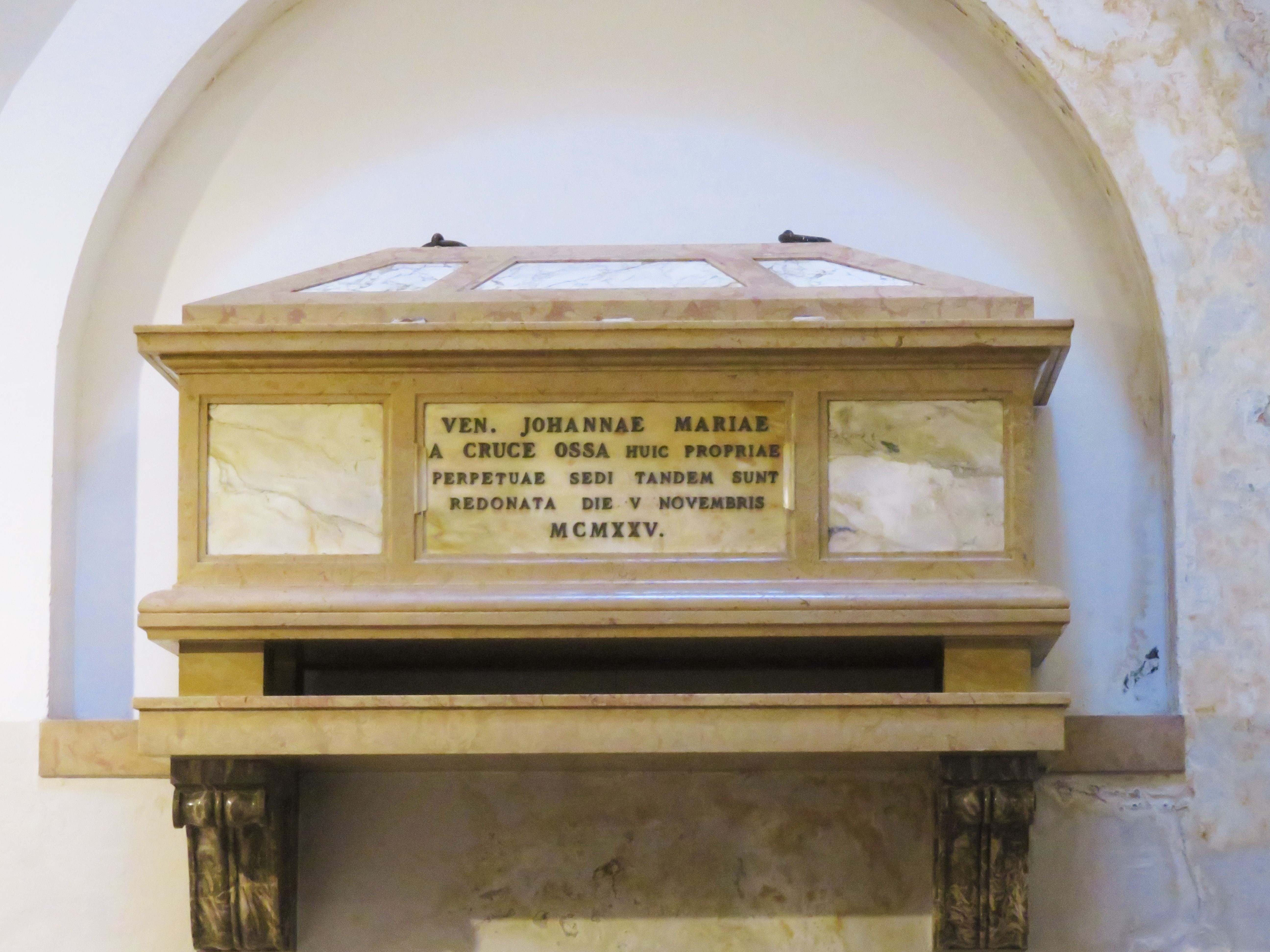
Tombe de Jeanne-Marie de la Croix dans l'église saint Charles de Rovereto

À sa mort, la foule accourt et il faut exposer son corps pour répondre aux fidèles. Le procès informatif commence en 1675 et se termine en 1678. Clément XII émet un décret sur l'introduction de sa cause. À partir de ce moment, elle est déclarée vénérable ; mais la béatification est retardée par le décret du 25 février 1782 de Joseph II qui ordonne de fermer tous les couvents de clarisses. Les religieuses de Rovereto sont expulsées du couvent et leurs biens vendus. Le corps de Jeanne-Marie de la Croix repose dans l'église saint Charles de Rovereto.